# رایپور اپازیلا
رایپور اپازیلا (به لاتین: Raipur Upazila) یک منطقهٔ مسکونی در بنگلادش است که در ناحیه لاکشیم‌پور واقع شده‌است. رایپور اپازیلا ۲۰۱٫۳۲ کیلومتر مربع مساحت و ۲۷۵٬۱۶۰ نفر جمعیت دارد.